# Hermann Zoll
Hermann Zoll est un jurisconsulte allemand né le 3 février 1643 à Cassel et mort le 7 février 1725 à Marbourg.

## Biographie
Il se rend en 1659 à l'académie de Rinteln, visite celles de Franeker et de Doesbourg en 1661, celle de Marpourg en 1664, et revient à Rinteln se faire conférer les honneurs du doctorat. Cependant c'est à Marbourg qu'il exerce et professe la science à laquelle il s'est livré. Nommé à la chaire des Institutes, il est, très peu de temps après, décoré du titre d'avocat fiscal et d'auditeur. Il parcourt ensuite les diverses chaires de jurisprudence jusqu'à celle du code et du droit féodal, à laquelle il arrive en 1686 ; il devient en 1700 conseiller du prince de Rinteln, et en 1714, doyen du conseil et directeur de la chancellerie de sa principauté. Zoll meurt le 7 février 1725. 

## Dissertations
Ses dissertations ont presque toutes conservé de l'importance, parce qu'elles concernent des points de législation capitaux, non seulement dans la jurisprudence féodale de l'Allemagne, mais dans celle de toutes les nations, et que d'ailleurs il aborde avec autant de franchise que de sagacité les problèmes dont il se propose la solution. 
C'est ce que l'on remarquera principalement dans les suivantes : 
1. De prœferentia statuto rum discrepantium ;
2. De libellorum conceptions ;
3. De nullilatibîis sententiarum earumque deductione ;
4. Condusiones octo selecta ;
5. Quœstiones quœdam illustres ;
6. De promissionïbus generosa fide vallatis ;
7. Dijferentia juris civilis communis et hildensis circa instrumenta hypothecarum publicarum ;
8. Semicenturia assertionum ac quœstionum ex variis juridicis partïbus demmptarum ;
9. Decas observationum singularium ;
10. De oculari inspectione. Cette dissertation est celle qu'il mit au jour la première, et qu'il soutint lorsqu'il fut admis au doctorat ; ce n'est pas la moins curieuse.

## Source
« Hermann Zoll », dans Louis-Gabriel Michaud, Biographie universelle ancienne et moderne : histoire par ordre alphabétique de la vie publique et privée de tous les hommes avec la collaboration de plus de 300 savants et littérateurs français ou étrangers, 2e édition, 1843-1865 [détail de l’édition]